# ILAND
Az iLAND egy 2021 óta működő, magyar progresszív rock-formáció. Tagjai Takáts Tamás énekes, Dorozsmai Péter dobos, Pálvölgyi Géza billentyűs és Madarász Gábor 'Madi' gitáros, akik az East zenekar utolsó (2012–2017) felállásában játszottak, valamint Kontor Tamás basszusgitáros.

## Története
A zenekar a nevében új, tagságában nagyrészt évtizedek óta együtt zenélő, összeszokott társaság az évtizedekkel ezelőtt megkezdett progresszív irányt folytatja, de nyitott szigetnek vallja magát, amely várja a progresszív zene zarándokait, hajózókat, kikötni vágyó élőzene-rajongókat.
A zenekar bemutatkozó albumán már a járvány alatt, 2020-ban elkezdtek Pálvölgyi Géza zenei vezetésével dolgozni, amelybe javarészt Takáts Tamás unszolására vágtak bele. Eredetileg East-lemeznek szánták, mégis más nevet választottak. Nem mondták ki direkt, de utaltak rá, hogy Móczán Péter nem kívánt részt venni a felvételekben.
Az iLAND első CD-je A Sziget című dupla album 2022 őszén jelent meg, majd 2023-ban A Sziget dupla LP változata is. Az album borítóját Szurcsik József, Érdemes Művész, magyar képzőművész, grafikus és festőművész, performer, a Magyar Képzőművészeti Egyetem volt rektorhelyettese tervezte A Sziget című dupla album első lemezén az új, saját szerzemények hallhatóak, a másodikon pedig élő verzióban hangzanak el az East utolsó korszakának nagy dalai, mint többek között az '56, a Ha zászlót bont a félelem, A szerelem sivataga, az Elrejtettél a szívedben, vagy a David Bowie szeme újrahangszerelt változatai.
Az iLAND az első nyilvános koncertjét a Klebesberg kultúrkúriában adta 2021 őszén, majd a zenekar nagy sikerrel lépett fel a MOM Kult-ban, a MÜPA-ban, Frenreisz Károly meghívására a Skorpió 50! koncerten a Városligetben és 2023 októberében az Akvárium Klubban.
2024 január elsején jelent meg az iLAND "Tárd ki az ajtód" című videóklipje, amelyet Marton Zoltán rendezett.

## Tagok
- Pálvölgyi Géza – billentyűs hangszerek
- Dorozsmai Péter – dobok
- Takáts Tamás – ének
- Madarász Gábor 'Madi' – gitár, ének
- Kontor Tamás – basszusgitár, ének

## Diszkográfia

### Albumok
- A Sziget – dupla album CD és LP (2022)

### Kislemezek
- Apokalipszis (2024)